# Johann Christian Konrad von Hofmann
Johann Christian Konrad von Hofmann (ur. 21 grudnia 1810 w Norymberdze, zm. 20 grudnia 1877 w Erlangen) – niemiecki teolog luterański i historyk.

## Życiorys
Johann Christian Konrad von Hofmann studiował teologię i historię na Uniwersytecie w Erlangen (1827–1829) i Uniwersytecie w Berlinie (1829–1832). Kilka lat nauczał w gimnazjum w Erlangen i ponownie studiował na wydziale teologicznym uniwersytetu, gdzie poświęcił się studiowaniu Biblii. W 1838 roku został Privatdozentem, jednocześnie pozostając nauczycielem w gimnazjum. W 1841 roku został profesorem, a rok później przeniósł się do Rostocku. Choć liczba słuchaczy jego wykładów była tam o wiele mniejsza, otwarło się przed nim nowe pole działalności – we współpracy z Kliefothem, Karstenem i Wichernem działał w zakresie tzw. misji domowej. Pozostał w Rostocku do 1845 roku, następnie powrócił do Erlangen. Jego zapał misyjny po powrocie do ojczyzny jedynie się zwiększył, był członkiem różnych towarzystw misyjnych oraz Synodu Głównego Bawarii, był także redaktorem pisma „Zeitschrift für Protestantismus und Kirche”. Interesował się także polityką, reprezentował Erlangen i Fürth w parlamencie bawarskim. Nie zapomniał jednak o działalności naukowej. Wykładał egzegezę Nowego Testamentu, hermeneutykę, propedeutykę i etykę, był autorem wielu publikacji. 
W swej teologii wskazywał na łączność historii z proroctwem, wskazywał, że Stary i Nowy Testament są częścią tej samej historii zbawienia. Całe Pismo Święte uznawał za proroctwo ostatecznej i wiecznej relacji Boga z człowiekiem. Dowodził nadprzyrodzonego pochodzenia chrześcijaństwa. Kontrowersje wzbudziło odrzucenie przez niego koncepcji odkupienia jako zadośćuczynienia zastępczego – oskarżano go o negowaniu odkupienia w ogóle. Hofmann odpierał te zarzuty w dziele Schutzschriften.

## Wybrane dzieła
- Die siebzig Jahre des Jeremias und die siebzig Jahrwochen des Daniel (Nürnberg, 1836)
- Geschichte des Aufruhrs in den Sevennen (Nördlingen, 1837)
- Weltgeschichte fur Gymnasien (1839)
- Weissagung und Erfüllung im Alten und Neuen Testament (2 części, Nördlingen, 1841–1844)
- Der Schriftbeweis (3 części, Nördlingen, 1852–1856)
- Schutzschriften (5 części, 1856–1859)
- Die heiligen Schriften des Neuen Testaments (9 części, 1862–1881)
- Theologische Ethik (1878)
- Encyklopädie der Theologie (Nördlingen, 1879)
- Biblische Hermeneutik (1880)